# Who Wants to Be a Millionaire? (Wielka Brytania)
Who Wants to Be a Millionaire? – brytyjski teleturniej emitowany od 4 września 1998 roku w ITV; pierwsza edycja tego formatu na świecie. Pierwotnie prowadzony przez Chrisa Tarranta, następnie przez Jeremy’ego Clarksona. Jego uczestnicy odpowiadają na kilkanaście pytań z zakresu wiedzy ogólnej, w czym pomagają im tzw. koła ratunkowe. Nagrodą główną w programie jest milion funtów.

## Zasady gry

### Eliminacje

#### Lata 1998–2010 i od 2018 (Fastest Finger First)
Dziesięcioro zawodników w studio odpowiadało na pytanie, do którego podane były cztery możliwe warianty odpowiedzi. Ze wszystkich, którzy zaznaczyli prawidłową odpowiedź, wybierana była osoba, która zrobiła to najszybciej i automatycznie przechodziła do zasadniczej części gry. W drugiej serii programu zmieniono jedną rzecz: 4 podane odpowiedzi trzeba było ułożyć w odpowiedniej kolejności (np. alfabetycznie, chronologicznie czy od najmniejszego do największego). W 2018 roku liczbę uczestników biorących udział w eliminacjach zmniejszono z 10 do 6.

#### 2010–2014
Zawodnicy wchodzili do gry po kwalifikacjach przed nagraniem, a eliminacje kto pierwszy, ten lepszy nie były już praktykowane.

### Gra właściwa
Aby wygrać główną nagrodę, gracz musi udzielić 15 (w latach 2007–2014 – 12) poprawnych odpowiedzi na pytania, gdzie przy każdym z nich widnieją cztery możliwe odpowiedzi, wśród których zawsze jedna była poprawna. Za odpowiedzi na poszczególne pytania uczestnik może wygrać:
| Nr pyt. | Kwota       | Kwota       | Kwota       |
| Nr pyt. | 1998–2007   | 2007–2014   | od 2018     |
| ------- | ----------- | ----------- | ----------- |
| 1       | 100 £       | 500 £       | 100 £       |
| 2       | 200 £       | 1000 £      | 200 £       |
| 3       | 300 £       | 2000 £      | 300 £       |
| 4       | 500 £       | 5000 £      | 500 £       |
| 5       | 1000 £      | 10 000 £    | 1000 £      |
| 6       | 2000 £      | 20 000 £    | 2000 £      |
| 7       | 4000 £      | 50 000 £    | 4000 £      |
| 8       | 8000 £      | 75 000 £    | 8000 £      |
| 9       | 16 000 £    | 150 000 £   | 16 000 £    |
| 10      | 32 000 £    | 250 000 £   | 32 000 £    |
| 11      | 64 000 £    | 500 000 £   | 64 000 £    |
| 12      | 125 000 £   | 1 000 000 £ | 125 000 £   |
| 13      | 250 000 £   | —           | 250 000 £   |
| 14      | 500 000 £   | —           | 500 000 £   |
| 15      | 1 000 000 £ | —           | 1 000 000 £ |

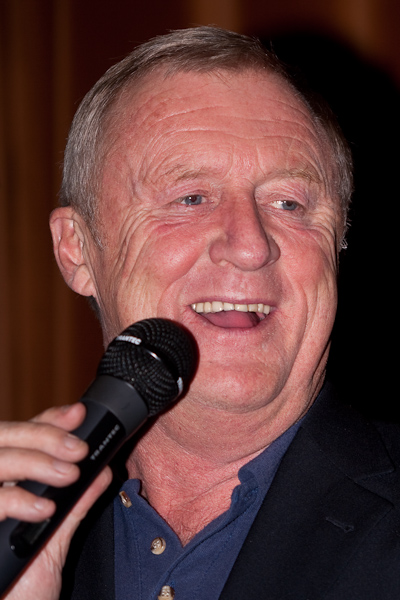
Chris Tarrant prowadził teleturniej przez ponad 15 lat.

Wygrane nie kumulują się, tzn. odpowiadając poprawnie na trzy pierwsze pytania zawodnik ma na koncie 300 funtów (a nie: 100+200+300=600).
W każdej chwili istnieje możliwość wycofania się z gry i zabrania ostatnio wygranej kwoty. Jeżeli jednak zawodnik zdecyduje się grać, ale odpowie błędnie – traci to co uzyskał i wygrywa kwotę gwarantowaną (w tabeli zaznaczone tłustą czcionką).

#### Koła ratunkowe
W ciągu gry zawodnik może wykorzystać cztery koła ratunkowe (ang. lifelines):
- Telefon do przyjaciela (Phone-a-Friend) – gracz ze studia łączy się telefonicznie z wybraną przez gracza osobą; od momentu rozpoczęcia czytania pytania miał on 30 sekund na pomoc znajomemu[2];
- Pytanie do publiczności (Ask the Audience) – publiczność w studio za pomocą pilotów wybiera odpowiedź, którą uważa za słuszną; następnie wyniki głosowania są wszystkim przedstawiane;
- Pół na pół (Fifty-Fifty) – dwie losowo wybrane błędne odpowiedzi są odrzucane, pozostają tylko poprawna i jedna błędna;
- Konsultacja z prowadzącym (Ask the Host) – wprowadzona w 2018 roku – uczestnik może zapytać prowadzącego (który nie znał wcześniej pytań oraz nie ma informacji o poprawnej odpowiedzi ani wskazówek) o pomoc w udzieleniu odpowiedzi na pytanie; prezenter dysponuje wyłącznie własną wiedzą.

W latach 2002–2003 i 2010–2014 dostępne było dodatkowe koło ratunkowe: Zamiana pytania (Switch the Question). Gdy pojawiło się pierwszy raz, gracze mogli go użyć w zamian za inne koło ratunkowe. Gdy po latach powróciło, dostawali je bonusowo po osiągnięciu drugim progu gwarantowanego (50 000 £).
Ze względu na nieobecność publiczności podczas nagrań w czasie pandemii koronawirusa koło „pytanie do publiczności” zastąpiono w roku 2020 drugim „telefonem do przyjaciela” (uczestnik może użyć tego koła dwukrotnie).

#### Gra na czas
W 2010 wprowadzono pewną wariację – określony limit czasu na udzielenie odpowiedzi. Dla pierwszych dwóch pytań wynosił on 15 sekund, dla pytań 3–7 – 30 sekund; kolejne pytania czas nie był określony. Nieudzielenie odpowiedzi w czasie traktowane było jak udzielenie błędnej (utrata wszystkiego lub spadek do kwoty gwarantowanej). W przypadku chęci użycia koła ratunkowego, czas zostawał zatrzymywany, ale tylko na czas korzystania z pomocy.
Prowadzący zwykle nazywał zegar odliczający czas wielkim, złym zegarem (The Big Bad Clock).
Po powrocie programu w 2018 przywrócono nieograniczony czas na zastanawianie się nad odpowiedzią.

## Spis serii
| Seria | Odcinki      | Pierwszy odcinek  | Ostatni odcinek      | Format gry                                                                                           | Prowadzący      |
| ----- | ------------ | ----------------- | -------------------- | --- | --------------- |
| 1.    | 1–11 (11)    | 4 września 1998   | 25 grudnia 1998      | Fastest Finger First; 15 pytań, 3 koła ratunkowe, 2 progi gwarantowane                               | Chris Tarrant   |
| 2.    | 12–24 (13)   | 1 stycznia 1999   | 13 stycznia 1999     | Fastest Finger First; 15 pytań, 3 koła ratunkowe, 2 progi gwarantowane                               | Chris Tarrant   |
| 3.    | 25–36 (12)   | 5 marca 1999      | 16 marca 1999        | Fastest Finger First; 15 pytań, 3 koła ratunkowe, 2 progi gwarantowane                               | Chris Tarrant   |
| 4.    | 37–49 (13)   | 3 września 1999   | 14 września 1999     | Fastest Finger First; 15 pytań, 3 koła ratunkowe, 2 progi gwarantowane                               | Chris Tarrant   |
| 5.    | 50–67 (18)   | 5 listopada 1999  | 26 grudnia 1999      | Fastest Finger First; 15 pytań, 3 koła ratunkowe, 2 progi gwarantowane                               | Chris Tarrant   |
| 6.    | 68–74 (7)    | 16 stycznia 2000  | 22 stycznia 2000     | Fastest Finger First; 15 pytań, 3 koła ratunkowe, 2 progi gwarantowane                               | Chris Tarrant   |
| 7.    | 75–87 (13)   | 26 marca 2000     | 1 maja 2000          | Fastest Finger First; 15 pytań, 3 koła ratunkowe, 2 progi gwarantowane                               | Chris Tarrant   |
| 8.    | 88–142 (55)  | 7 września 2000   | 6 stycznia 2001      | Fastest Finger First; 15 pytań, 3 koła ratunkowe, 2 progi gwarantowane                               | Chris Tarrant   |
| 9.    | 143–187 (45) | 8 stycznia 2001   | 26 kwietnia 2001     | Fastest Finger First; 15 pytań, 3 koła ratunkowe, 2 progi gwarantowane                               | Chris Tarrant   |
| 10.   | 188–230 (43) | 4 września 2001   | 29 grudnia 2001      | Fastest Finger First; 15 pytań, 3 koła ratunkowe, 2 progi gwarantowane                               | Chris Tarrant   |
| 11.   | 231–285 (55) | 5 stycznia 2002   | 9 kwietnia 2002      | Fastest Finger First; 15 pytań, 3 koła ratunkowe, 2 progi gwarantowane                               | Chris Tarrant   |
| 12.   | 286–304 (19) | 31 sierpnia 2002  | 28 grudnia 2002      | Fastest Finger First; 15 pytań, 3 koła ratunkowe, 2 progi gwarantowane                               | Chris Tarrant   |
| 13.   | 305–325 (21) | 4 stycznia 2003   | 31 maja 2003         | Fastest Finger First; 15 pytań, 3 koła ratunkowe, 2 progi gwarantowane                               | Chris Tarrant   |
| 14.   | 326–346 (21) | 30 sierpnia 2003  | 27 grudnia 2003      | Fastest Finger First; 15 pytań, 3 koła ratunkowe, 2 progi gwarantowane                               | Chris Tarrant   |
| 15.   | 347–369 (23) | 3 stycznia 2004   | 5 czerwca 2004       | Fastest Finger First; 15 pytań, 3 koła ratunkowe, 2 progi gwarantowane                               | Chris Tarrant   |
| 16.   | 370–385 (16) | 18 września 2004  | 25 grudnia 2004      | Fastest Finger First; 15 pytań, 3 koła ratunkowe, 2 progi gwarantowane                               | Chris Tarrant   |
| 17.   | 386–409 (24) | 1 stycznia 2005   | 11 czerwca 2005      | Fastest Finger First; 15 pytań, 3 koła ratunkowe, 2 progi gwarantowane                               | Chris Tarrant   |
| 18.   | 410–420 (11) | 17 września 2005  | 31 grudnia 2005      | Fastest Finger First; 15 pytań, 3 koła ratunkowe, 2 progi gwarantowane                               | Chris Tarrant   |
| 19.   | 421–447 (27) | 7 stycznia 2006   | 8 lipca 2006         | Fastest Finger First; 15 pytań, 3 koła ratunkowe, 2 progi gwarantowane                               | Chris Tarrant   |
| 20.   | 448–460 (13) | 9 września 2006   | 6 stycznia 2007      | Fastest Finger First; 15 pytań, 3 koła ratunkowe, 2 progi gwarantowane                               | Chris Tarrant   |
| 21.   | 461–477 (17) | 10 marca 2007     | 28 lipca 2007        | Fastest Finger First; 15 pytań, 3 koła ratunkowe, 2 progi gwarantowane                               | Chris Tarrant   |
| 22.   | 478–488 (11) | 18 sierpnia 2007  | 30 października 2007 | Fastest Finger First; 12 pytań, 3 koła ratunkowe, 2 progi gwarantowane                               | Chris Tarrant   |
| 23.   | 489–507 (19) | 1 stycznia 2008   | 3 czerwca 2008       | Fastest Finger First; 12 pytań, 3 koła ratunkowe, 2 progi gwarantowane                               | Chris Tarrant   |
| 24.   | 508–525 (18) | 16 sierpnia 2008  | 31 stycznia 2009     | Fastest Finger First; 12 pytań, 3 koła ratunkowe, 2 progi gwarantowane                               | Chris Tarrant   |
| 25.   | 526–545 (20) | 13 czerwca 2009   | 20 grudnia 2009      | Fastest Finger First; 12 pytań, 3 koła ratunkowe, 2 progi gwarantowane                               | Chris Tarrant   |
| 26.   | 546–553 (8)  | 13 kwietnia 2010  | 8 czerwca 2010       | Fastest Finger First; 12 pytań, 3 koła ratunkowe, 2 progi gwarantowane                               | Chris Tarrant   |
| 27.   | 554–564 (11) | 3 sierpnia 2010   | 23 grudnia 2010      | 12 pytań, 3 + 1 koła ratunkowe, 2 progi gwarantowane, gra na czas (do 7. pytania)                    | Chris Tarrant   |
| 28.   | 565–570 (6)  | 2 kwietnia 2011   | 19 grudnia 2011      | 12 pytań, 3 + 1 koła ratunkowe, 2 progi gwarantowane, gra na czas (do 7. pytania)                    | Chris Tarrant   |
| 29.   | 571–581 (11) | 3 stycznia 2012   | 20 grudnia 2012      | 12 pytań, 3 + 1 koła ratunkowe, 2 progi gwarantowane, gra na czas (do 7. pytania)                    | Chris Tarrant   |
| 30.   | 582–592 (11) | 1 stycznia 2013   | 11 lutego 2014       | 12 pytań, 3 + 1 koła ratunkowe, 2 progi gwarantowane, gra na czas (do 7. pytania)                    | Chris Tarrant   |
| 31.   | 593–599 (7)  | 5 maja 2018       | 11 maja 2018         | Fastest Finger First; 15 pytań, 4 koła ratunkowe, 2 progi gwarantowane (drugi ustalany przez gracza) | Jeremy Clarkson |
| 32.   | 600–610 (11) | 1 stycznia 2019   | 6 stycznia 2019      | Fastest Finger First; 15 pytań, 4 koła ratunkowe, 2 progi gwarantowane (drugi ustalany przez gracza) | Jeremy Clarkson |
| 32.   | 600–610 (11) | 4 marca 2019      | 8 marca 2019         | Fastest Finger First; 15 pytań, 4 koła ratunkowe, 2 progi gwarantowane (drugi ustalany przez gracza) | Jeremy Clarkson |
| 33.   | 611–621 (11) | 24 sierpnia 2019  | 20 października 2019 | Fastest Finger First; 15 pytań, 4 koła ratunkowe, 2 progi gwarantowane (drugi ustalany przez gracza) | Jeremy Clarkson |
| 34.   | 622–631 (10) | 25 grudnia 2019   | 5 stycznia 2020      | Fastest Finger First; 15 pytań, 4 koła ratunkowe, 2 progi gwarantowane (drugi ustalany przez gracza) | Jeremy Clarkson |
| 34.   | 622–631 (10) | 12 kwietnia 2020  |                      | Fastest Finger First; 15 pytań, 4 koła ratunkowe, 2 progi gwarantowane (drugi ustalany przez gracza) | Jeremy Clarkson |
| 34.   | 622–631 (10) | 10 maja 2020      | 15 maja 2020         | Fastest Finger First; 15 pytań, 4 koła ratunkowe, 2 progi gwarantowane (drugi ustalany przez gracza) | Jeremy Clarkson |
| 35.   | 632–638 (7)  | 7 września 2020   | 11 września 2020     | Fastest Finger First; 15 pytań, 4 koła ratunkowe, 2 progi gwarantowane (drugi ustalany przez gracza) | Jeremy Clarkson |
| 35.   | 632–638 (7)  | 26 grudnia 2020   | 27 grudnia 2020      | Fastest Finger First; 15 pytań, 4 koła ratunkowe, 2 progi gwarantowane (drugi ustalany przez gracza) | Jeremy Clarkson |
| 36.   | 639–651 (13) | 17 stycznia 2021  | 21 lutego 2021       | Fastest Finger First; 15 pytań, 4 koła ratunkowe, 2 progi gwarantowane (drugi ustalany przez gracza) | Jeremy Clarkson |
| 36.   | 639–651 (13) | 10 lipca 2021     | 21 sierpnia 2021     | Fastest Finger First; 15 pytań, 4 koła ratunkowe, 2 progi gwarantowane (drugi ustalany przez gracza) | Jeremy Clarkson |
| 37.   | 652–656 (5)  | 16 listopada 2021 | 19 listopada 2021    | Fastest Finger First; 15 pytań, 4 koła ratunkowe, 2 progi gwarantowane (drugi ustalany przez gracza) | Jeremy Clarkson |
| 37.   | 652–656 (5)  | 28 listopada 2021 |                      | Fastest Finger First; 15 pytań, 4 koła ratunkowe, 2 progi gwarantowane (drugi ustalany przez gracza) | Jeremy Clarkson |
| 38.   | (10)         | 10 czerwca 2022   | 10 czerwca 2022      | Fastest Finger First; 15 pytań, 4 koła ratunkowe, 2 progi gwarantowane (drugi ustalany przez gracza) | Jeremy Clarkson |
| 38.   | (10)         | 3 września 2022   | 30 października 2022 | Fastest Finger First; 15 pytań, 4 koła ratunkowe, 2 progi gwarantowane (drugi ustalany przez gracza) | Jeremy Clarkson |
| 38.   | (4)          | 3 listopada 2024  | 29 grudnia 2024      | Fastest Finger First; 15 pytań, 4 koła ratunkowe, 2 progi gwarantowane (drugi ustalany przez gracza) | Jeremy Clarkson |
| 39.   | (7)          | 28 stycznia 2024  | 17 marca 2024        | Fastest Finger First; 15 pytań, 4 koła ratunkowe, 2 progi gwarantowane (drugi ustalany przez gracza) | Jeremy Clarkson |
| 39.   | (4)          | 29 września 2024  | 20 października 2024 | Fastest Finger First; 15 pytań, 4 koła ratunkowe, 2 progi gwarantowane (drugi ustalany przez gracza) | Jeremy Clarkson |
| 40.   | od 682       | 26 stycznia 2025  | bd.                  | Fastest Finger First; 15 pytań, 4 koła ratunkowe, 2 progi gwarantowane (drugi ustalany przez gracza) | Jeremy Clarkson |

## Zwycięzcy
W całej historii brytyjskiej wersji programu główna wygrana padła 6 razy. Zdobyli ją: Judith Keppel (20 listopada 2000), David Edwards (21 kwietnia 2001), Robert Brydges (29 września 2001), Pat Gibson (24 kwietnia 2004), Ingram Wilcox (23 września 2006) oraz Donald Fear (11 września 2020). Wszyscy zwyciężyli w 15-pytaniowej wersji gry.

### Oszustwo za milion

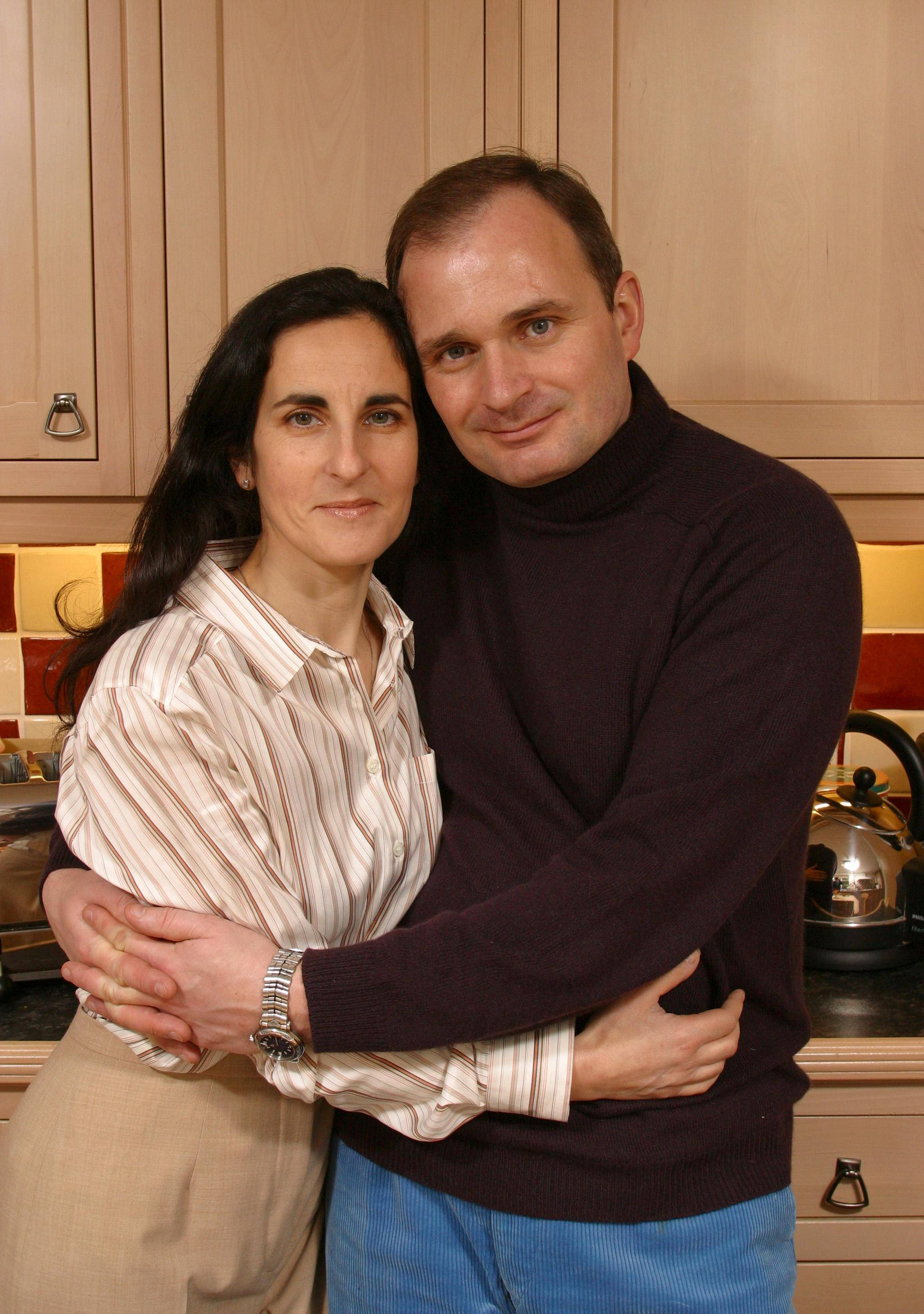
Charles i Diana Ingram

Główną wygraną udało się zdobyć jeszcze jednemu mężczyźnie. Jednemu z zawodników brytyjskiej wersji programu – Charlesowi Ingramowi – udowodniono, że w czasie gry porozumiewała się z nim jedna z osób przystępujących do eliminacji – Tecwen Whittock. Za pomocą kaszlnięć oczekujący na rundę kwalifikacyjną sugerował, która z odpowiedzi jest poprawna. W przypadku, gdy uczestnik nie znał odpowiedzi, głośno zastanawiał się nad pytaniem i rozważał każdy z możliwych wariantów, po czym podpowiadający zaczynał kaszleć w momencie, gdy rozważana opcja była poprawna. Wiedzę na ten temat czerpał dzięki podłączonym do siebie pagerom. W oszustwo zamieszana była również żona zawodnika – Diana Ingram – która siedziała wśród publiczności i podpowiadała uczestnikowi, gdy nie udawało się to osobie oczekującej na rundę eliminacyjną. Tym sposobem wspólnicy odpowiedzieli poprawnie na wszystkie pytania w grze.
Sposób, w jaki przebiegała gra, budził wiele zastrzeżeń wśród realizatorów. Podejrzewali oni, że zawodnik oszukuje, ale trudno było im odgadnąć, jak tego dokonuje. Na trop afery wpadł jeden z pozostałych 10 uczestników oczekujących na etap kto pierwszy, ten lepszy. Przy przedostatnim pytaniu zwrócił uwagę na Whittocka kaszlącego w nienaturalny sposób. Utwierdził się w swoim przekonaniu, gdy podpowiadający kaszlnął dokładnie w chwili, kiedy Ingram rozważał poprawną odpowiedź przy ostatnim, 15. pytaniu:

Cyfra jeden, po której następuje sto zer, jest znana pod jaką nazwą?
-  A: googol
-  B: megatron
-  C: gigabit
-  D: nanomol

Po zakończeniu nagrania producenci i reżyseria zostali poinformowani o całym zajściu.
Wypłacenie nagrody zostało wstrzymane. Odcinek miał zostać pokazany 18 września 2001, jednak został wyemitowany 21 kwietnia 2003 wraz z reportażem opisującym aferę. Oskarżeni: 39-letni wówczas Charles Ingram, jego żona Diana oraz wspólnik Tecwen Whittock, zostali uznani na początku 2003 roku przez londyński sąd za winnych spisku i próby wyłudzenia miliona funtów.
O oszustwie opowiada film dokumentalny Who Wants To be a Millionaire: Major Fraud, w którym zawarto również wypowiedzi producentów oraz świadków skandalu obecnych w studiu.
Na kanwie tej historii w 2020 roku dla stacji itv powstał trzyodcinkowy serial, zatytułowany „Quiz”. Jego scenariusz bazuje na sztuce teatralnej o tym samym tytule.

## Oprawa teleturnieju

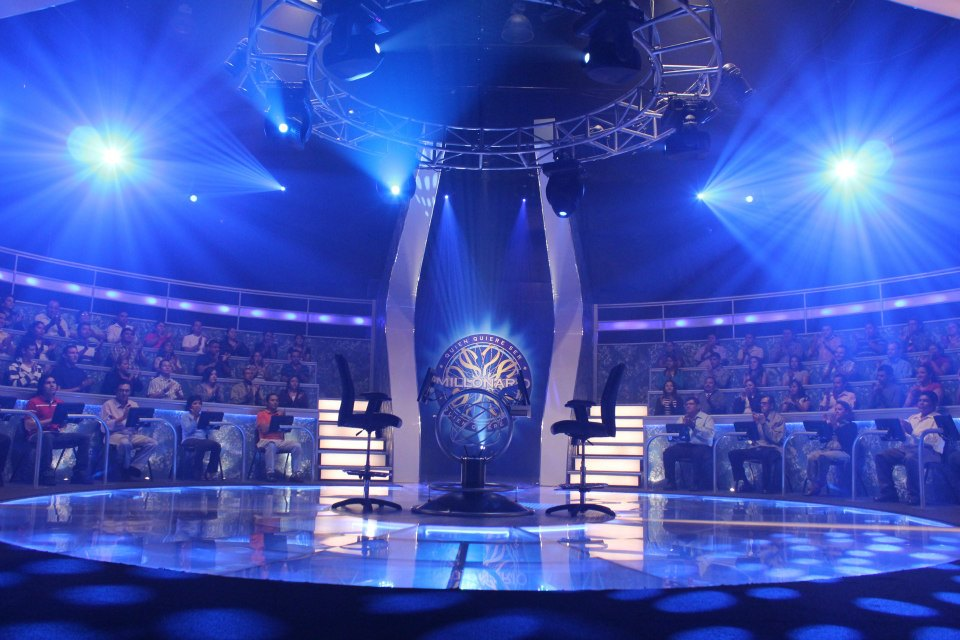
Studio salwadorskiej odmiany programu.

W 2010 roku studio zostało odnowione. Sprawiało wrażenie, że jest w nim więcej miejsca; zamontowano nowocześniejsze światła, dodano nowe kolory. Również podkład muzyczny został odświeżony, wiele utworów zaaranżowano w stylu techno. Na 20-lecie programu zostało wybudowane nowe studio, różniące się od poprzednich – z założenia bardziej nowoczesne, z wyświetlaczem jako podłogą.

## Nagrody zdobyte przez teleturniej
Oryginalna wersja programu Who Wants to Be a Millionaire? zdobyła w Wielkiej Brytanii 13 nagród.
| Rok  | Nagroda                                    | Kategoria                          |
| ---- | ------------------------------------------ | ---------------------------------- |
| 1998 | British Comedy Award                       | Najlepszy program rozrywkowy       |
| 1999 | Royal Television Society Television Award  | Program rozrywkowy                 |
| 1999 | National Television Award                  | Najpopularniejszy quiz telewizyjny |
| 2000 | National Television Award                  | Najpopularniejszy quiz telewizyjny |
| 2000 | Broadcasting Press Guild Award             | Najlepszy prowadzący               |
| 2000 | Royal Television Society Television Award  | Program rozrywkowy & Sitcom        |
| 2000 | TV Quick Award                             | Program rozrywkowy                 |
| 2000 | Television and Radio Industries Club Award | Program rozrywkowy                 |
| 2001 | National Television Award                  | Najpopularniejszy quiz telewizyjny |
| 2002 | National Television Award                  | Najpopularniejszy quiz telewizyjny |
| 2003 | National Television Award                  | Najpopularniejszy quiz telewizyjny |
| 2004 | National Television Award                  | Najpopularniejszy quiz telewizyjny |
| 2005 | National Television Award                  | Najpopularniejszy quiz telewizyjny |

Na międzynarodowych festiwalach teleturniej został nagrodzony trzykrotnie.
| Rok zdobycia | Nagroda                                                 | Kategoria                                          |
| ------------ | ------------------------------------------------------- | -------------------------------------------------- |
| 1999         | Srebrna Róża na festiwalu Rose d'Or Light Entertainment | Teleturniej                                        |
| 1999         | BAFTA TV Award                                          | Najlepszy program rozrywkowy (light entertainment) |
| 2004         | Złota Nimfa na Festiwalu Telewizyjnym w Monte Carlo     | Format telewizyjny: teleturniej                    |

## Promocja programu
Na brytyjskim rynku dostępna była książka Behind the Scenes at „Who Wants to be a Millionaire?” autorstwa Toma McGregora, opisująca szczegóły powstawania i produkcji teleturnieju oraz statystyki wszystkich rozgrywek. Ponadto do kupienia był pełny soundtrack z programu, zawierający wszystkie motywy muzyczne i dźwiękowe teleturnieju oraz 5 książek z zestawami pytań do teleturnieju.

### Gry na podstawie teleturnieju
Gry planszowe
W 1999 roku wyprodukowana została przez firmę Upstars gra planszowa, imitująca zasady teleturnieju. Łącznie zostały wydane 3 wersje tej gry, różniące się pytaniami.
Gry komputerowe
W Wielkiej Brytanii zostały wydane cztery wersje gry wideo. Pierwsza z nich, pt. Who Wants to Be a Millionaire?, została wydana w 2000 roku i wyprodukowana przez Eidos na platformy PC, Macintosh oraz PlayStation. Następne wersje: Who Wants to Be a Millionaire? 2nd Edition, Who Wants to Be a Millionaire? Party Edition oraz Who Wants to Be a Millionaire? Junior Edition różnią się w stosunku do pierwszej edycji modyfikacjami kosmetycznymi w grafice oraz nowymi zestawami pytań. W 2011 roku ukazała się również wersja na Xbox 360 z obsługą Kinecta, z możliwością ustnych odpowiedzi na pytania (w języku angielskim).
Gry Java
Gra Who Wants to Be a Millionaire? ukazała się w wersji na telefony komórkowe z obsługą Java. Powstało pięć edycji tej gry, różniących się głównie pytaniami. W najnowszej wersji została wprowadzona nowa grafika, wzorowana na oprawie odświeżonej edycji teleturnieju. Zasady gry w wersji na telefon komórkowy są zbieżne z tymi, które obowiązują w prawdziwym wydaniu: grający odpowiada na kolejne pytania (z ograniczeniem czasowym do 40 sekund), obowiązują te same progi nagród oraz sumy gwarantowane, może również skorzystać z trzech kół ratunkowych. Ze względu na ograniczenia techniczne, koło telefon do przyjaciela polega na tym, iż gracz otrzymuje odpowiedź „przyjaciela” wraz z jego opisem na ile pewna jest to odpowiedź (np. „Wydaje mi się, że to C”). Koło ratunkowe pytanie do publiczności charakteryzuje się tym, iż wraz ze wzrostem trudności pytania mniejsza liczba osób wskazuje poprawną odpowiedź. Gra Java została wyprodukowana przez firmę Glu Mobile.

## Emisja w Polsce
Who Wants to Be a Millionaire? było pierwszym programem emitowanym na antenie TV6. 30 maja 2011 kanał rozpoczął emisję piątej serii teleturnieju. Po raz ostatni stacja pokazała format 13 lipca 2013 r. (wyświetlono wtedy najprawdopodobniej ostatni odcinek dziewiątej serii). Całość nadawana była w oryginalnej wersji językowej – bez tłumaczenia na język polski.
Od 25 stycznia 2019 na antenie BBC Brit można oglądać 31. serię programu z polskim lektorem i spolszczonymi belkami. Stacja nadaje ją pod nazwą Who Wants to Be a Millionaire z Jeremym Clarksonem. 25 października tego samego roku w ofercie stacji pojawiła się 32. seria teleturnieju.